# Smysl (filozofie)
Smysl je slovo s velmi širokým významem, a přitom tak základní, že se obtížně vymezuje. V základním významu označuje tradičně pět organických smyslů: zrak, sluch, hmat, čich a chuť; v množném čísle znamená téměř vždy právě tyto organické smysly.
Kromě toho může jednotné číslo „smysl“ označovat
- význam slova nebo výpovědi viz sémantika;
- cíl nebo účel nějakého jednání, případně instituce;
- účelnost jednání či instituce vůbec (něco "nemá smysl");
- směr či zaměření pohybu („ve smyslu otáčení hodinových ručiček“)
- „smysl pro něco“, to jest způsobilost či vnímavost pro nějakou oblast a činnost.

## Smysl jako schopnost vnímat
Smysly jsou způsoby zakoušení a poznávání světa prostřednictvím specializovaných smyslových orgánů. Smyslové vnímání se ve starší češtině označovalo jako „čití“, odtud i označení „čidlo“ a u Tomáše Štítného „čitedlnost“: „Pěti čitedlnostmi, ježto obecně řiekáme jim pět smyslóv, móž člověk hřešiti…“ Na rozdíl od těchto orgánů, pasivních receptorů, zahrnuje smyslové vnímání i větší nebo menší aktivní podíl vnímajícího: výběr předmětu, zaměření pozornosti, pohyb očí nebo hmatající ruky.
O povaze a odlišnostech jednotlivých smyslů uvažuje Aristotelés zejména ve spise „O duši“, kde dochází k překvapivému závěru, že člověk se od jiných živočichů odlišuje především jemností svého hmatu. Vedle vnějších smyslů s jejich orgány rozlišuje ještě také tři smysly či city (aisthésis) vnitřní, jež Jan Ámos Komenský nazývá pozor (tj. pozornost), soud (tj. úsudek) a paměť. Kant rozlišuje smysly na dálku (zrak, sluch) a smysly na blízko (hmat, čich a chuť), přičemž zrak, sluch a hmat jsou podle něho spíše smysly objektivní, neboť přispívají víc k našemu poznání, kdežto chuť a čich jsou spíše subjektivní, protože přinášejí požitek či nelibost.
Vedle těchto vnějších smyslů zkoumá Kant také otázku vnitřního smyslu (sensus internus). Na rozdíl od aristotelské tradice uznává jen jeden vnitřní smysl, neboť má jen jediný orgán, totiž duši. Tento vnitřní smysl je odpovědný za různé přeludy a iluze. Ekvivalentem vnitřního smyslu v současné fyziologii, antropologii a filosofii je kinestéze či propriocepce, to jest vnímání vlastního těla a vlastního pohybu.
Aristotelés upozornil na to, že navzájem rozdílné a svou povahou nesourodé vjemy různých smyslových orgánů se člověku přesto spojují do jediné koherentní smyslové zkušenosti předmětu a mluvil o „společném vnímání“ (synaisthésis) a o „společném smyslu“. Téma společného smyslu (latinsky sensus communis) pak dále zpracoval Tomáš Akvinský a věnoval se mu i Immanuel Kant. Právě tato integrovaná zkušenost různých smyslů potvrzuje reálnost předmětu a odlišuje vnímání od přeludu a snu.
Metaforické spojení „šestý smysl“ znamená schopnost „vnímat“ nebo spíše tušit nenápadné, sotva pozorovatelné skutečnosti, případně i tendence, a orientovat se podle nich v praktickém životě.

### Sensualismus
Předmětem staleté diskuse je také otázka po podílu smyslů na našem poznání. Racionalistické filosofie zdůrazňují nezbytnou účast rozumu: poznání netvoří jen světelný či zvukový počitek, nýbrž teprve spojení těchto počitků v jednu zkušenost, rozpoznání a určení, případně i pojmenování předmětu. Kant upozornil zejména na to, že žádná smyslová (vnější) zkušenost není možná bez apriorních kategorií času a prostoru: každá smyslová zkušenost se nutně odehrává někdy a někde. Podstatný a komplikovaný proces vzniku zkušenosti z jednotlivých počitků pak podrobně analyzuje Husserlova fenomenologie.
Naproti tomu vyslovil už Tomáš Akvinský důležitou tezi, že „co je v naší mysli, bylo už předtím ve smyslech“, kterou proti spekulacím o vrozených idejích použil John Locke a která se stala základem sensualismu. Lidská mysl je na počátku tabula rasa („holá tabulka“), do níž se teprve postupně vepisují především smyslové zkušenosti. Jakkoli je tato jednoduchá představa sotva udržitelná (zkušenost a vzpomínka není prostý otisk smyslového vjemu atd.), nelze prokázat ani vrozené ideje. Člověk je vybaven mimořádnou zvídavostí a patrně i schopností osvojit si jazyk, všechny ostatní podmínky poznávání se však utvářejí až opakovanými zkušenostmi a abstrakcemi v průběhu života.

## Smysl a význam
Pojem smysl může dále znamenat totéž co význam slova nebo výpovědi, jak se jím zabývá sémantika, tedy to, co dané slovo nebo výpověď míní, co „chce říci“ a jak se mu má (správně) rozumět. Pokud výpovědi nerozumíme, buď proto, že je například v cizím jazyce, anebo proto, že si protiřečí, její části k sobě nepatří, říkáme, že „nedává smysl“. Pokud jsme přesvědčeni, že chyba není na naší straně, označíme výpověď jako nesmysl.
Gottlob Frege však oba pojmy rozlišuje: zatímco význam (německy Bedeutung) míní extenzi, tj. množinu všech možných předmětů, jež pojem označuje, smysl (Sinn) znamená intenzi příslušného pojmu, tj. to, jak je tato množina vymezena. Tak se slovo smysl nejčastěji používá v analytické filosofii a ve filosofii jazyka.
U spojení „mít smysl pro něco“ je zřejmé, jak se základním významem slova smysl souvisí: že má někdo smysl pro hru, pro podnikání, pro humor a podobně, znamená, že mu nejsou cizí, že je schopen je vnímat, že se v nich dobře orientuje a vyzná, že s nimi umí zacházet. Že někomu takový smysl pro určitou činnost chybí, říkáme o člověku, který se v ní pohybuje bezradně, dělá nešikovné kroky a chyby, anebo se jí úplně vyhýbá.

## Smysl jako účel nebo cíl
Význam spojení „smysl něčeho“ lze zachytit jen velmi obtížně. Může znamenat něco jako účel nebo cíl dané věci či podniku, Aristotelovu cílovou příčinu (hú heneka, causa finalis) neboli to, „kvůli čemu“ (Heidegger) daná věc je nebo kvůli čemu se člověk do nějakého podniku pouští. Pokud věc „má smysl“, znamená to, že stojí za to se jí věnovat, pustit se do ní nebo pokračovat, protože se patrně vyplatí, anebo v každém případě „někam povede“. Pokud o nějakém podniku řekneme, že „nemá smysl“, míníme tím, že je nejlepší se do něho vůbec nepouštět, anebo s ním co nejdříve přestat.
Smysl je zde tedy něco, co s danou věcí nebo činností podstatně souvisí, co je jí vlastní (věc má nebo nemá smysl), co ji však zároveň přesahuje a odkazuje k budoucímu. Ač to na věci samé není vidět, je to pro její praktické vyhodnocení krajně důležité, často dokonce rozhodující. Ovšem ani když o něčem řekneme, že to má smysl, neříkáme tím ještě, že se nutně musí podařit, nýbrž právě jen tolik, že stojí za to se o to pokusit.

### Smysl života
O některých věcech říkáme, že mají smysl kvůli něčemu jinému, že mohou k něčemu vést nebo sloužit. O jiných ale soudíme, že mají smysl samy v sobě, že jsou samy cílem a nikoli jen prostředkem. To se týká především pověstné otázky po smyslu života. Slavný psychiatr a psycholog Carl Gustav Jung tvrdil, že se během celé své kariéry nesetkal s člověkem nad 30 let, který by tuto otázku nikdy neřešil. Možná také proto, že ti, kdo si ji nekladli, nebyli mezi jeho pacienty.

### Smysl dějin
Podobně je tomu i s otázkou po smyslu dějin vůbec, anebo dějin určité skupiny nebo národa. Na jedné straně je jisté, že k dějinám nějaké výhledy do budoucnosti nezbytně patří, na druhé straně si nelze představit, že by se jim dal přisoudit nějaký předmětně určený smysl a cíl. Sama metafora ovšem mluví o smyslu, a ne o cíli, a tedy naznačuje, že se otázka týká spíš nějaké celkové orientace či zaměření než věcného cíle, jak si jej klademe u běžných činností.